# Chengbei, Meijiang
Chengbei (kinesiska: 城北) är en köping i sydöstra Kina. Den ligger i stadsdistriktet Meijiang i staden Meizhou i provinsen Guangdong, omkring 320 kilometer nordost om provinshuvudstaden Guangzhou. Antalet invånare är 55 080. Befolkningen består av 27 483 kvinnor och 27 597 män. Barn under 15 år utgör 15,0 %, vuxna 15-64 år 73 %, och äldre över 65 år 11,0 %.